# Едінбург (Вірджинія)
Едінбург (англ. Edinburg) — місто (англ. town) в США, в окрузі Шенандоа штату Вірджинія. Населення — 1178 осіб (2020).

## Географія
Едінбург розташований за координатами 38°49′22″ пн. ш. 78°33′46″ зх. д. / 38.82278° пн. ш. 78.56278° зх. д. (38.822863, -78.562689).  За даними Бюро перепису населення США в 2010 році місто мало площу 2,02 км², з яких 1,98 км² — суходіл та 0,04 км² — водойми.

## Демографія
Згідно з переписом 2010 року, у місті мешкала 1041 особа в 461 домогосподарстві у складі 275 родин. Густота населення становила 514 особи/км².  Було 543 помешкання (268/км²).
Расовий склад населення:
| - 90,4 % — білих - 2,3 % — чорних або афроамериканців - 0,3 % — корінних американців - 0,1 % — азіатів - 5,6 % — осіб інших рас |

До двох чи більше рас належало 1,3 %. Частка іспаномовних становила 11,0 % від усіх жителів.
За віковим діапазоном населення розподілялося таким чином: 22,3 % — особи молодші 18 років, 62,0 % — особи у віці 18—64 років, 15,7 % — особи у віці 65 років та старші. Медіана віку мешканця становила 37,2 року. На 100 осіб жіночої статі у місті припадало 97,2 чоловіків;  на 100 жінок у віці від 18 років та старших — 88,6 чоловіків також старших 18 років.
Середній дохід на одне домашнє господарство  становив 53 603 долари США (медіана — 40 375), а середній дохід на одну сім'ю — 61 397 доларів (медіана — 47 538). Медіана доходів становила 39 750 доларів для чоловіків та 28 000 доларів для жінок. За межею бідності перебувало 15,8 % осіб, у тому числі 26,9 % дітей у віці до 18 років та 9,0 % осіб у віці 65 років та старших.
Цивільне працевлаштоване населення становило 474 особи. Основні галузі зайнятості: виробництво — 23,8 %, освіта, охорона здоров'я та соціальна допомога — 16,5 %, роздрібна торгівля — 15,4 %.